# Curtonotum maritimum
Curtonotum maritimum är en tvåvingeart som beskrevs av Ozerov 2007. Curtonotum maritimum ingår i släktet Curtonotum och familjen Curtonotidae. Inga underarter finns listade i Catalogue of Life.